# Богданов, Олег Павлович
Олег Павлович Богданов (1925—2007) — советский и узбекистанский учёный-зоолог, герпетолог, доктор биологических наук, профессор, один из основателей герпетологии в советской  Средней Азии.

## Биография
Трудовую научную деятельность начал в Самаркандском государственном университете. В последние годы работал в Институте зоологии Академии наук Узбекистана.
Учёный с широким диапазоном зоологических исследований — от членистоногих до млекопитающих, включая амфибий, рептилий и птиц Средней Азии.
Научные достижения: создатель первого в Средней Азии змеепитомника, автор методик содержания и размножения змей, безопасного взятия яда у змей и скорпионов, открыватель нового[какого?] вида летучих мышей, автор первого описания фауны Узбекистана. Научные работы: «Животные Узбекистана», «Экология пресмыкающихся», «Животный мир Узбекистана», «По заповедникам Узбекистана» и другие. Эти работы неоднократно переиздавались. Писал научно-популярные книги и книги для детей — «Записки герпетолога», «Кто сказал Гав?».
За годы научной деятельности подготовил более двадцати кандидатов и докторов наук, стал членом научных обществ зоологов и герпетологов США, Германии и Франции.
Похоронен на Боткинском кладбище в Ташкенте (Узбекистан).

## Память
«За неоценимый вклад в познание флоры и фауны Средней Азии» в честь него назван вид тонкопалых гекконов — Tenuidactylus bogdanovi.

## Труды
- Богданов О. П. Животные Узбекистана: (Позвоночные). Пособие для учителей сред. школы. — Ташкент: Сред. и высш. школа, 1961.
- Богданов О. П. Пресмыкающиеся Туркмении. Изд-во Академии наук Туркменской ССР, 1962.
- Богданов О. П. Экология пресмыкающихся Средней Азии. М.: Наука, 1965.
- Богданов О. П. Животные Узбекистана: (Позвоночные). Пособие для учителей. Пер. со 2-го рус. испр. и доп. изд. Ташкент: Укитувчи, 1983.
- Богданов О. П. Ящерицы Средней Азии. Ташкент: Укитувчи, 1986.
- Богданов О. П. Редкие животные Узбекистана Ташкент, 1990.